# Attestato di rischio
L’attestato di rischio, secondo la legge italiana, è un documento che riporta il numero dei sinistri denunciati negli ultimi cinque anni assicurativi da chi abbia sottoscritto una polizza di assicurazione per la responsabilità civile autoveicoli e motoveicoli (RCA).
Dal 1º luglio 2015 non è più in forma cartacea, ed è disponibile in una banca dati gestita dall'Ania, l'associazione delle compagnie, sotto il controllo dell'Ivass, l'autorità di vigilanza sulle assicurazioni, in modo che tutte le compagnie, in caso di cambio di "fornitore" di copertura, possano acquisirlo direttamente. Per quanto riguarda il contraente, invece, l'attestato sarà comunque a sua disposizione sul sito Internet della compagnia, nell'area riservata a ciascun cliente la quale dovrà essere appositamente attivata a cura del cliente stesso.

## Caratteristiche generali
In caso di tariffa Bonus Malus sono indicate le classi di provenienza e di assegnazione attribuite da ciascuna impresa in base a regole interne. Inoltre, per garantire omogeneità di trattamento in caso di cambiamento di compagnia, viene indicata anche la classe di conversione universale (CU), che viene calcolata secondo parametri fissi e uguali a tutte le compagnie.

## Validità
L'attestato di rischio vale cinque anni. L'articolo 5, comma 1 bis, della legge n. 40/2007 modifica l'articolo 134, comma 3, del Codice delle Assicurazioni, prevedendo che “in caso di cessazione del rischio assicurato o in caso di sospensione o di mancato rinnovo del contratto di assicurazione per mancato utilizzo del veicolo, l'ultimo attestato di rischio conseguito conserva validità per un periodo di cinque anni”.
La norma prevede che - per i cinque anni successivi al suo rilascio - l'attestato di rischio conseguito mantenga la propria validità. Il proprietario del veicolo e gli eventuali comproprietari (e non l'assicurato) conservano la medesima sinistrosità pregressa in sede di stipula di un nuovo contratto relativo allo stesso mezzo assicurato, o ad un altro mezzo acquistato contestualmente o successivamente, in quest'ultimo caso, conserveranno la classe di merito solo se non c'è stata cessazione del rischio sul mezzo precedente.
Se la stipula avviene dopo più di cinque anni dalla scadenza dell'attestato, l'assicurato sarà assegnato alla classe di ingresso prevista dalla compagnia.

## Obblighi della compagnia
La compagnia assicuratrice deve inviare l'attestato al domicilio del contraente anche se il contratto prevede il tacito rinnovo o se il contraente abbia già dato disdetta, almeno 30 giorni prima della scadenza del contratto.
Oltre a ciò, l'attestato di rischio deve includere:
- la denominazione dell'impresa assicuratrice
- la firma dell'assicuratore
- il nome del contraente
- il numero della polizza
- la formula tariffaria
- la data di scadenza della polizza

## Tabella sinistri
Il provvedimento ISVAP 2590 del 08/02/2008 ha introdotto una novità rispetto al passato: sono stati eliminati i sinistri "con riserva", cioè quelli in corso di definizione di responsabilità. I sinistri riportati nell'attestato di rischio sono pertanto suddivisi in due categorie: sinistri con responsabilità principale (pari o superiore al 51%) e sinistri con responsabilità paritaria. Per questi ultimi viene indicata anche la percentuale di responsabilità: il malus non scatterà fino a che la somma di tali percentuali non raggiunga almeno il 51% nei cinque anni considerati dal documento.